# جئون می-را
 جئون می-را (کره‌ای: 전미라؛ زادهٔ ۶ فوریهٔ ۱۹۷۸) یک تنیس‌باز اهل کره جنوبی است.